# Meddewade
Meddewade település Németországban, Schleswig-Holstein tartományban. Lakosainak száma 922 fő (2023. december 31.). Meddewade Reinfeld és Feldhorst községekkel határos.

## Népesség
A település népességének változása:
| Lakosok száma | 616  | 917  | 908  | 900  | 940  | 922  |
|               | 1975 | 2017 | 2019 | 2021 | 2022 | 2023 |